# Copa de Algarve 2004
La Copa de Algarve de 2004 fue la decimoprimera edición de este torneo. Es una competición anual de fútbol femenino organizada en la región de Algarve en Portugal.
Estados Unidos obtuvo su tercera Copa de Algarve, tras vencer en la final a Noruega por 4 a 1.

## Equipos participantes
| Equipo            | FIFA Rankings (diciembre de 2003) |
| ----------------- | --------------------------------- |
| Estados Unidos    | 2                                 |
| Noruega           | 3                                 |
| Suecia            | 4                                 |
| China             | 5                                 |
| Dinamarca         | 8                                 |
| Francia           | 9                                 |
| Italia            | 10                                |
| Finlandia         | 19                                |
| Portugal          | 34                                |
| Gales             | 56                                |
| Grecia            | 57                                |
| Irlanda del Norte | 77                                |

## Fase de grupos

### Grupo A
| Equipo         | Pts | PJ | PG | PE | PP | GF | GC | DG |
| -------------- | --- | -- | -- | -- | -- | -- | -- | -- |
| Estados Unidos | 6   | 3  | 2  | 0  | 1  | 7  | 4  | 3  |
| Francia        | 6   | 3  | 2  | 0  | 1  | 5  | 5  | 0  |
| Suecia         | 6   | 3  | 2  | 0  | 1  | 4  | 4  | 0  |
| Dinamarca      | 0   | 3  | 0  | 0  | 3  | 0  | 3  | −3 |

| 14 de marzo | Dinamarca | 0:1     | Suecia     | Ferreiras, |  |
|             |           | Reporte | Olsson 47' |            |  |

| 14 de marzo | Estados Unidos                  | 5:1     | Francia   | Ferreiras, |  |
|             | Wambach · Hamm · Hucles · Mitts | Reporte | Bompastor |            |  |

| 16 de marzo | Dinamarca | 0:1     | Estados Unidos | Quarteira, |  |
|             |           | Reporte | Hucles         |            |  |

| 16 de marzo | Suecia | 0:3     | Francia                     | Quarteira, |  |
|             |        | Reporte | Lattaf · Pichon · Bompastor |            |  |

| 18 de marzo | Dinamarca | 0:1 | Francia | Silves, |  |
|             |           |     | Pichon  |         |  |

| 18 de marzo | Suecia                                    | 3:1     | Estados Unidos | Lagos, |  |
|             | Andersson 33' · Sjöström 49' · Öqvist 55' | Reporte | Reddick        |        |  |

### Grupo B
| Equipo    | Pts | PJ | PG | PE | PP | GF | GC | DG |
| --------- | --- | -- | -- | -- | -- | -- | -- | -- |
| Noruega   | 7   | 3  | 2  | 1  | 0  | 7  | 1  | 6  |
| Italia    | 6   | 3  | 2  | 0  | 1  | 3  | 4  | −1 |
| China     | 4   | 3  | 1  | 1  | 1  | 4  | 1  | 3  |
| Finlandia | 0   | 3  | 0  | 0  | 3  | 2  | 10 | −8 |

| 14 de marzo | Noruega                           | 4:1 | Finlandia | Guia, |  |
|             | Lehn · Riise · o.g. · Gulbrandsen |     | Julin     |       |  |

| 14 de marzo | Italia | 1:0 | China | Guia, |  |
|             | Pasqui |     |       |       |  |

| 16 de marzo | Noruega                      | 3:0 | Italia | Olhão, |  |
|             | Pedersen · Tønnessen · Riise |     |        |        |  |

| 16 de marzo | Finlandia | 0:4 | China                   | Olhão, |  |
|             |           |     | Zhang Ouying · Han Duan |        |  |

| 18 de marzo | Noruega | 0:0 | China | Silves, |  |

| 18 de marzo | Finlandia | 1:2 | Italia          | Lagos, |  |
|             | Valkonen  |     | Panico · Pasqui |        |  |

### Grupo C
| Equipo            | Pts | PJ | PG | PE | PP | GF | GC | DG |
| ----------------- | --- | -- | -- | -- | -- | -- | -- | -- |
| Portugal          | 6   | 3  | 2  | 0  | 1  | 7  | 3  | 4  |
| Gales             | 6   | 3  | 2  | 0  | 1  | 6  | 4  | 2  |
| Grecia            | 6   | 3  | 2  | 0  | 1  | 3  | 3  | 0  |
| Irlanda del Norte | 0   | 3  | 0  | 0  | 3  | 1  | 7  | −6 |

| 14 de marzo | Grecia       | 1:0 | Gales | Faro, |  |
|             | Papadopoulou |     |       |       |  |

| 14 de marzo | Portugal                     | 2:0 | Irlanda del Norte | Faro, |  |
|             | Carla Couto · Mónica Ribeiro |     |                   |       |  |

| 16 de marzo | Irlanda del Norte | 0:2 | Grecia            | Albufeira, |  |
|             |                   |     | Agapitou · Tefani |            |  |

| 16 de marzo | Portugal    | 2:3 | Gales          | Albufeira, |  |
|             | Carla Couto |     | Daley · Foster |            |  |

| 18 de marzo | Gales                        | 3:1 | Irlanda del Norte | Guia, |  |
|             | C. Jones · H. Jones · Ludlow |     | Turner            |       |  |

| 18 de marzo | Portugal    | 3:0 | Grecia | Faro, |  |
|             | Tânia Pinto |     |        |       |  |

## Fase final

### 11.° puesto
| 20 de marzo | Grecia   | 2:0 | Irlanda del Norte | Montechoro, |  |
|             | Agapitou |     |                   |             |  |

### 9.° puesto
| 20 de marzo | Gales | 0:4 | Finlandia                              | Ferreiras, |  |
|             |       |     | Kalmari · Rantanen · Talonen · Mäkinen |            |  |

### 7.° puesto
| 20 de marzo | Portugal | 0:1 | Dinamarca      | Loulé, |  |
|             |          |     | A.D.E. Nielsen |        |  |

### 5.° puesto
| 20 de marzo | Suecia       | 1:1 (5:4 p.) | China      | Olhão, |  |
|             | Svensson 70' | Reporte      | Fan Yunjie |        |  |

### 3.° puesto
| 20 de marzo | Francia                   | 3:3 (4:3 p.) | Italia           | Faro, |  |
|             | Pichon · Coquet · Tonazzi |              | Panico · Gazzoli |       |  |

### Final
| 20 de marzo | Estados Unidos                    | 4:1     | Noruega        | Faro, |  |
|             | Wambach 30' 39' 51' · Tarpley 42' | Reporte | Hege Riise 38' |       |  |

| Campeón                   |
| Estados Unidos 3.° título |

## Goleadoras
| Jugadora         | Goles |
| ---------------- | ----- |
| Abby Wambach     | 5     |
| Carla Couto      | 3     |
| Han Duan         | 3     |
| Hege Riise       | 3     |
| Marinette Pichon | 3     |
| Patrizia Panico  | 3     |
| Regina Agapitou  | 3     |
| Tania Pinto      | 3     |